# RV Большой Медведицы
RV Большой Медведицы (лат. RV Ursae Majoris) — одиночная переменная звезда в созвездии Большой Медведицы на расстоянии приблизительно 3535 световых лет (около 1084 парсеков) от Солнца. Видимая звёздная величина звезды — от +11,3m до +9,81m.

## Характеристики
RV Большой Медведицы — жёлто-белая пульсирующая переменная звезда типа RR Лиры (RRAB) спектрального класса A6-F5 или F0. Эффективная температура — в среднем около 6350 К.